# 仓敷市立短期大学
仓敷市立短期大学（日语：／ Kurashiki Shiritsu Tanki Daigaku *），简称「仓短」或「KCC」，是一所位于日本冈山县仓敷市的公立短期大学。

## 概要

### 简介
- 学校最早可以追溯到1968年[2]。短期大学为于1974年开办、由仓敷市经营、为男女同校[2]。

### 历史
- 1974年 仓敷市立短期大学成立并同时设置一个学科即保育科第二部[注 2][2]。
- 1983年 第一部成立于保育科[2]。
- 1994年 服饰美术学科成立[2]。
- 1994年 保育科第一部改编为保育学科[2]。
- 2003年 专科两个专攻即保育临床专攻和服饰美术专攻[3]。

### 宪章
- 请参看仓敷市立短期大学的标志（页面存档备份，存于） （日語） 2014年2月10日阅览。

## 学校环境
- 校区：在冈山县仓敷市

## 历任校长
- 篠井孝夫：第一代短期大学校长[4]。

## 组织

### 学科
- 保育学科
- 服饰美术学科

### 前学科
- 保育科[注 1]
  - 第一部[注 1]
  - 第二部[注 2]

### 专科
- 保育临床专攻
- 服饰美术专攻

### 业余课程
| - 没有 |

### 附属机关
| - 图书馆 - 育儿学院 |

## 相关链接
- 日本短期大学列表